# Akkeshi, Hokkaidō
Akkeshi (厚岸町 Akkeshi-chō) là thị trấn thuộc huyện Akkeshi, phó tỉnh Kushiro, Hokkaidō, Nhật Bản. Tính đến ngày 1 tháng 10 năm 2020, dân số ước tính thị trấn là 8.892 người và mật độ dân số là 12  người/km2. Tổng diện tích thị trấn là 734,82 km2.